# Wonderful Precure!
Wonderful Precure! (わんだふるぷりきゅあ！, WandafuruPurikyua!) (stylisé WonderfulPrecure!) est une série télévisée animée japonaise de magical girl produite par Toei Animation, présentée comme la vingt-et-unième série de la franchise Pretty Cure. Sa diffusion commence le 4 février 2024 à la télévision japonaise.

## Synopsis
Dans une ville où les gens aiment tellement leurs bestioles qu'elle est surnommée la « ville aux animaux », la jeune Iroha est très proche de sa petite chienne Komugi. Un jour, alors qu'un mystérieux animal géant grogne et saccage un parc canin, Komugi se transforme... en Pretty Cure ! Humains et animaux vont devoir unir leurs forces afin de découvrir ce qui se trame derrière ces étranges attaques...

## Personnages
| Transformation Cures              | Première transformation (épisode) | Véritable identité | Voix originale  |
| --------------------------------- | --------------------------------- | ------------------ | --------------- |
| Cure Wonderful (キュアワンダフル) | 1                                 | Komugi Inukai      | Maria Naganawa  |
| Cure Friendy (キュアブレンディ)   | 2                                 | Iroha Inukai       | Atsumi Tanezaki |
| Cure Nyammy (キュアニャミー)      | 17                                | Yuki Nekoyashiki   | Satsumi Matsuda |
| Cure Lillian (キュアリリアン)     | 19                                | Mayu Nekoyashiki   | Reina Ueda      |

## Liste des épisodes
| No                                                                                              | Titre français                          | Titre japonais                      | Titre japonais                         | Date de 1re diffusion |
| No                                                                                              | Titre français                          | Kanji                               | Rōmaji                                 | Date de 1re diffusion |
| ----------------------------------------------------------------------------------------------- | --------------------------------------- | ----------------------------------- | -------------------------------------- | --------------------- |
| 1                                                                                               | Un début ouaffement bien !              | はじまりは「わんだふる！」          | Hajimari wa Wandafuru!                 | 4 février 2024        |
| 2                                                                                               | Tout le monde amis, Cure Friendy !      | みんな友達、キュアフレンディ！      | Minna tomodachi, Kyua Furendi!         | 11 février 2024       |
| 3                                                                                               | Pas un bêlement !                       | 言っちゃダメェ～！                  | Iccha damē!                            | 18 février 2024       |
| 4                                                                                               | Mayu Nekoyashiki et son chat            | 猫屋敷の猫とまゆ                    | Nekoyashiki no Neko to Mayu            | 25 février 2024       |
| 5                                                                                               | Un lien indéfectible. Friendly Tact !   | つながるキズナ フレンドリータクト！ | Tsunagaru Kizuna Furendorī Takuto!     | 3 mars 2024           |
| 6                                                                                               | Komugi se dispute avec Iroha            | こむぎ、いろはとケンカする          | Komugi, Iroha to kenka suru            | 10 mars 2024          |
| 7                                                                                               | Leur amitié libérée                     | ふたりのフレンドリベラーレ！        | Futari no Furendo Riberāre!            | 17 mars 2024          |
| 8                                                                                               | Rentrée mouvementée pour Mayu           | まゆのドキドキ新学期                | Mayu no dokidoki shingakki             | 24 mars 2024          |
| 9                                                                                               | Komugi entre au collège                 | こむぎ、中学生だワン！              | Komugi, chūgakusei da wan!             | 31 mars 2024          |
| 10                                                                                              | Souvenirs sous la neige                 | ユキの中の思い出                    | Yuki no Naka no Omoide                 | 7 avril 2024          |
| 11                                                                                              | La créature tapie dans la montagne      | 山に潜む、巨大生物！？              | Yama ni hisomu, kyoudai seibutsu!?     | 14 avril 2024         |
| 12                                                                                              | Mon nom est Cure Nyammy                 | 私はキュアニャミー                  | Watashi wa Kyua Nyamī                  | 21 avril 2024         |
| 13                                                                                              | Trouver Cure Nyammy !                   | キュアニャミーを探せ！              | Kyua Nyamī o sagase！                  | 28 avril 2024         |
| 14                                                                                              | La première soirée pyjama de Mayu       | まゆ、はじめてのお泊り              | Mayu, hajimete no otomari              | 5 mai 2024            |
| 15                                                                                              | Une journée dans les sabots de Frisette | ヒツジの執事 メエメエの一日         | Hitsuji no shitsuji Mēmē no ichi-nichi | 12 mai 2024           |
| 16                                                                                              | Le mystère du Roc du Miroir             | 鏡石のふしぎ                        | Kagami ishi no fushigi                 | 19 mai 2024           |
| Note : Shinnosuke Nohara et son chien, Shiro de Crayon Shin-chan sont invités dans cet épisode. |                                         |                                     |                                        |                       |
| 17                                                                                              | Je te protégerai !                      | 私が、あなたを守る！                | Watashi ga, anata o mamoru!            | 26 mai 2024           |
| 18                                                                                              | Ce qu'elles ont sur le cœur             | まゆの気持ち、ユキの気持ち          | Mayu no kimochi, Yuki no kimochi       | 2 juin 2024           |
| 19                                                                                              | La naissance de Cure Lillian            | キュアリリアン、誕生！              | Kyua Ririan, Tanjō!                    | 9 juin 2024           |
| 20                                                                                              | Un duo sans peur                        | 二人ならこわくない                  | Futari nara kowakunai                  | 16 juin 2024          |
| 21                                                                                              | Mayu et Yuki à l'école                  | まゆとユキのスクールライフ          | Mayu to Yuki no Sukūru raifu           | 23 juin 2024          |
| 22                                                                                              | Wonderful, Go !                         | わんだふるご～！                    | WandafuruGō!                           | 30 juin 2024          |
| 23                                                                                              | Un vœu qui a du chien                   | 願い事はワォ～～～～～ン            | Negaigoto wa Waōōōn                    | 7 juillet 2024        |
| 24                                                                                              | L'énigme de l'œuf                       | 不思議すぎるたまご                  | Fushigi sugiru tamao                   | 14 juillet 2024       |
| 25                                                                                              | Été, plage et devoirs !                 | 夏だ！海だ！宿題だ！                | Natsu da! Umi da! Shukudai da!         | 21 juillet 2024       |
| 26                                                                                              | Alerte à la chaleur !                   | 暑すぎてヤバい！                    | Atsu sugite yabai!                     | 28 juillet 2024       |
| 27                                                                                              | Je veux voir un basilic !               | ツチノコにあいた～い！              | Tsuchinoko ni aitāi!                   | 4 août 2024           |
| 28                                                                                              | Amusons-nous à la ferme !               | 大熊牧場で遊ぼ♪                     | Ōkuma Bokujō de asobo♪                 | 11 août 2024          |
| 29                                                                                              | Enchantées, Risette !                   | はじめましてニコ様！                | Hajimemashite Niko-sama!               | 18 août 2024          |
| 30                                                                                              | Le château merveilleux                  | わんだふるなキャッスル！            | Wandafuru na Kyassuru!                 | 25 août 2024          |
| 31                                                                                              | Mayu l'influenceuse                     | ニャンフルエンサーまゆ              | Nyanfuruensā Mayu                      | 1er septembre 2024    |
| 32                                                                                              | Le chouchou du zoo                      | 動物園の推しアニマル                | Dōbutsuen no oshi animaru              | 8 septembre 2024      |
| 33                                                                                              | Le sourire des animaux                  | マルっとアニマルスマイル            | Marutto Animaru Sumairu                | 15 septembre 2024     |
| 34                                                                                              | Le rassemblement des chats              | ねこ、ネコ、猫集会                  | Neko, Neko, Neko Shūkai                | 22 septembre 2024     |
| 35                                                                                              | Opération déclaration de Satoru         | 悟の告白作戦                        | Satoru no kokuhaku sakusen             | 29 septembre 2024     |
| 36                                                                                              | Unique et ouaffement cool               | 特別なワンダフル！                  | Tokubetsu na Wandafuru!                | 6 octobre 2024        |
| 37                                                                                              | Un premier rendez-vous commun ?         | みんなで初デート！？                | Minna de hatsu Dēto!?                  | 13 octobre 2024       |
| 38                                                                                              | Le foyer de Komugi                      | こむぎの帰る場所                    | Komugi no kaeru basho                  | 20 octobre 2024       |
| 39                                                                                              | L'évolution du sourire !                | ニコエボリューション！              | Niko Eboryūshon!                       | 27 octobre 2024       |
| 40                                                                                              | Affolantes métamorphoses                | ワンニャン大事件                    | Wan Nyan Dai jiken                     | 10 novembre 2024      |
| 41                                                                                              | Yuki sur scène                          | ユキ・オンステージ！                | Yuki, on Sutēji!                       | 17 novembre 2024      |
| 42                                                                                              | Les merveilles de chez nous !           | みんなのおうちのワンダフル！        | Minna no ouchi no Wandafuru!           | 24 novembre 2024      |
| 43                                                                                              | Sentiments tissés                       | つむがれる思い                      | Tsumugareru omoi                       | 1er décembre 2024     |
| 44                                                                                              | Un très grand bonheur                   | たくさんの幸せ                      | Takusan no shiawase                    | 8 décembre 2024       |
| 45                                                                                              | Amis pour la vie                        | ずっとずっと友達                    | Zutto zutto tomodachi                  | 15 décembre 2024      |
| 46                                                                                              | Un Noël qui défrise                     | メェェェリィクリスマス！            | Mēēērī Kurisumasu!                     | 22 décembre 2024      |
| 47                                                                                              | Bonne année et bon canidé               | あけましてガオウ                    | Akemashite Gaou                        | 5 janvier 2025        |
| 48                                                                                              | Les amis de Louverain                   | ガオウの友達                        | Gaou no Tomodachi                      | 12 janvier 2025       |
| 49                                                                                              | Ta voix                                 | あなたの声                          | Anata no koe                           | 19 janvier 2025       |
| 50                                                                                              | À tout jamais ouaffement cool !         | ず～っとわんだふる!                 | Zūtto Wandafuru!                       | 26 janvier 2025       |

## Production
Le 30 novembre 2023, le bureau des brevets du Japon révèle le dépôt d'une licence et d'un logo pour le titre WonderfulPrecure!, par Toei Animation.